# Kalendarium Pawłowa
Pawłów – wieś w Polsce w województwie świętokrzyskim, w powiecie Starachowickim, gminie Pawłów. Położona 10 km na południowy wschód od Starachowic, na prawym brzegu rzeki Świśliny, ok. 12,5 km od klasztoru.
Na przestrzeni lat w używano nazw: (1325-7, 1327-55 „Paulow”, 1336 „Pavlow”, 1362, 1363, 1384 „Pawlow”, 1363 „Paulowo”, 1373-4, 1402, 1407 „Paulow”, 1425 „Pawlow” [ale: 1435 „Pawlouo”], 1780 „Pawłów”.

## Podległość administracyjna świecka i kościelna

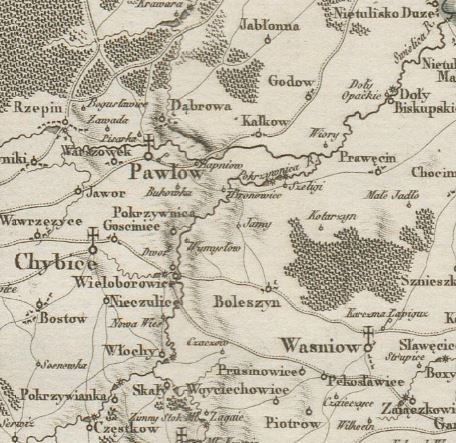
Otoczenie Pawłowa – wiek XVIII

Począwszy od 1463 powiat opatowski, od 1504 powiat sandomierski, od 1827 powiat opatowski, od 1325 parafia własna.

## Opisanie granic, topografia
W latach 1470–1480 graniczy z Zapniowem, Dąbrową, Chybicami, Pokrzywnicą, Warszówkiem, Rzepinem i Bujową (Długosz L.B.. III 237), 1532, 1572, 1601 Rzepin, 1780 droga z Boleszyna, 1780 graniczy od E z Bukowem, od południa z Warszówkiem, od północy i zachodu z dobrami Benedyktynów świętokrzyskich

## Kalendarium Pawłowa
Początkowo własność szlachecka, od 1463 r. klasztoru świętokrzyskiego, z roku 1339 wiadomo że Małgorzata wdowa po Tomaszu niegdyś z Pawłowa przegrywa proces o wieś Jeziorko z biskupem krakowskim.
- 1363 – znany jest Krzesław z Pawłowa[1]
- 1402 – znany jest Jan z Pawłowa.
- 1407 – Jan z Pawłowa sprzedaje kapitule krakowskiej wieś Świątniki.
- 1425 – Wilhelm z Pawłowa przegrywa proces o wieś Świątniki z kapitułą krakowską.
- 1435 – Stanisław syn Andrzeja z Pawłów prosi o unieważnienie swojego 12-letniego małżeństwa z Anną, z którą ma troje dzieci, ponieważ jest ona córką jego matki chrzestnej, Jachny córki Jakuba.
- W roku 1445 dziedzicem jest Jan Pawłowski.
- 1463 – Jan Pawłowski z synem Wilhelmem oraz Mikołaj syn Stanisława z Pawłowa.
- 1463 – Michał opat i konwent świętokrzyski zamieniają swoją wieś Wojsław na Pawłów, wraz z prawem patronatu nad tutejszym kościołem, należący do Jana Skrzętki (Skrzanthka) i jego żony Anny.
- 1463 – Kazimierz Jagiellończyk zatwierdza tę zamianę oraz zrównuje wieś Pawłów w prawach i wolnościach z innymi posiadłościami opactwa[1].
- 1464 – sąd ziemski sandomierski oświadcza, że Michał opat i konwent świętokrzyski zobowiązali się dopłacić Janowi Skrzętce (Skrzantka) 190 grzywien, co poręczył Jan z Rytwian, marszałek Królestwa Polskiego, Jan zaś ma opuścić Pawłów do dnia Św. Jana Chrzciciela [24 VI] tego roku, zgodę na transakcję wyrazili krewni Jana Skrzętki, jego brat Wilhelm, syn także Wilhelm oraz Gutek ze Święcicy.
- 1470-80 opat świętokrzyski Michał uzyskał Pawłów w 1471 r. od Jana Skrzętki Pawłowskiego herbu Godziemba w zamian za Wojsław i 200 grzywien. Z opisu wiadomo że był tam dwór i folwark klasztorny na 10 łanach kmiecych, 3 zagrody z rolą, 3 (lub 2) karczmy z rolą. Kmiecie płacą po 1 grzywnę czynszu i poradlne, dają po 30 jaj, 2 koguty, 2 sery, pracują po 1 dniu tyg. własnym wozem lub pługiem. Karczmy płacą czynsz, odpowiednio: 1/5 grzywny, 1/6 grzywny oraz 2 grzywny (Długosz L.B.. III 236-7, II 484),
- 1504 – odnotowano pobór z 4,5 łana, od 1 zagrodnika i z karczmy, 1506, 1510 pobór z 3 łanów., 2 karczem, w tym jednej bez roli, a drugiej – z 1/2 łana[1].
- 1529 Pawłów należy do stołu opata, płaci 4,5 grzywny czynszu[1],
- W latach 1530–1532, 1538 pobór z 2 łanów. w części opata świętokrzyski i z karczmy (ASK I/10 214v, 459v, 596v, I/7 189), 1569, 1571 „parochia” opata świętokrzyski, pobór z 3 łanów. i karczmy.
- 1577 – opat świętokrzyski daje pobór od 6 kmieci na 3 łanach, z karczmy i od kowala, 1578 z części opata świętokrzyski pobór od 6 kmieci na 3 łanach, 3 zagrodników z rolą, 1 komornik bez bydła i z karczmy z kwartą roli,
- 1613 – klasztor świętokrzyski oddaje wieś w 7-letnią dzierżawę w zamian za pożyczkę 1400 zł zaciągniętą na opłacenie poboru uchwalonego przez sejm[3].
- 1594 – Wójtostwo w Pawłowie otrzymuje Jan Bobola z Wielkich Piasków podkomorzy sandomierski, dla swojej żony Urszuli z Wieniar i syna Jakuba (później podczaszego sandomierskiego) Nadanie udzielono na 30 lat z prolongatą[3].
- 1629 – opat świętokrzyski daje pobór od 6 kmieci na 3 łanach, 3 zagrodników z rolą, 1 komornik bez bydła i z kwarty roli należącej do karczmy,
- 1662 – opat świętokrzyski daje pogłówne od 6 osób czeladzi folwarcznej i 57 mieszkańców wsi[1],
- 1673 – opat świętokrzyski daje pogłówne od 45 czeladzi folwarcznej i mieszkańców wsi.
- 1674 – pogłówne od szlachcianki wdowy Lesnowskiej, 4 czeladzi folwarcznej i 45 mieszkańców wsi.
- 1674 – Pawłów należy do opata świętokrzyski, pogłówne [w drugiej racie] od szlachcianki wdowy Lesnowskiej, 3 czeladzi i 44 mieszkańców wsi.
- 1780 – wieś należy do klucza rzepińskiego dóbr stołu opata komendatoryjnego. Liczy 13 dymów. Niegdyś był tu folwark, w jego zabudowaniach mieszka owczarz. Obora z chlewami, 2 sadzawki, karczma przy gościńcu za kościołem i stajnią. 5 niw folwarcznych oraz łąka zwaną Warszowska i pastewnik. We wsi 11 dymów 2 kmieci (Piotr Pytel, Ignacy Wincenciak), 8 zagrodników (Łukasz Tkacz, Wojciech Saramak, Jakob Grzesiak, Jan Kosmala, Jan Tkacz, Wincenty Marcin, Szczepan Wincenciak, Hilary Smalec), 2 komorników (Michał Jastal, wdowa Wawrzakowa), 1162 zagony puste. Kmiecie pracują po 4 dni tygodniu sprzężajem, odrabiają po 2 dni powaby i 12 łokci oprawy, płacą po 24 groszy 2 korzec żyta, 2 kapłony i 30 jaj, zagrodnicy pracują po 3 dni tygodniowo pieszo i odrabiają po 2 dni powaby i 6 łokci oprawy, dają po 6 gr czynszu, komornicy pracują po 1 dniu tygodniu pieszo. Poddani dają stróżę nocną tylko do browaru w Rzepinie, inne powinności jak w Rzepinie[4]
- 1787 – wieś liczy 124 mieszkańców, w tym 2 Żydów,
- 1819 – folwark i wieś Pawłów należą do stołu opata, na folwarku drewniane mieszkania, we wsi karczma, całość w dzierżawie[5],
- 1827 – ma 18 domów i 127 mieszkańców.

## Kalendarium ważnych wydarzeń historycznych wsi
- 1553 – Zygmunt August przenosi na prawie niemieckim imiennie wyliczone posiadłości klasztoru świętokrzyskiego, w tym Pawłów[6]
- 1572 – opat i konwent, nie mogąc z powodu nieurodzaju zwrócić 500 fl. pożyczki uzyskanej od Marcina Broniowskiego (właściciel m.in. Bukówki z Zapniowa na zapłacenie kontrybucji na żołd wojsk w służbie Wielkiego Księstwa Litewskiego uchwalonej w 1566 r., oddają temuż Marcinowi oraz jego synowi Andrzejowi i przyszłej żonie tegoż w dożywocie pustki po 3 kmieciach w Pawłów, zwaną „Kalkowska”, „Niegowska” i „Troschinska”, wraz z już dokonanymi na nich zasiewami. 2 zagrodników (o nazwiskach Trocha i Lech), mały staw rybny za folwarkiem należącym do Pawłów, zezwolenie na założenie nowych stawów, łąkę zwaną Warszowska rozciągającą się od Pawłów do granic łąki młynarza w Rzepinie, wolny wyrąb drzew i krzewów na własne potrzeby i wypas bydła oraz świń. Kmiecie i zagrodnicy z Pawłów wraz z tutejszym karczmarzem mają, począwszy od najbliższych Zielonych Świąt, pracować dla nich przez 3 lata po 2 dni tyg., jednak czynsze i daniny oddają opactwu. Po 3 latach na potrzeby dzierżawców pracować ma tylko 2 zagrodników (Trocha i Lech). Po śmierci ostatniego z ww. trojga opactwo ma odzyskać swoją własność bez zwrotu nakładów[1]
- 1574 – Franciszek Krasiński biskup krakowski zatwierdza ww. zastaw dóbr klasztornych, zastrzegając, że ponieważ według praw Królestwa nie można nadać jednym pismem dożywocia dla wielu osób, wyjąwszy małżeństwo, Andrzej Broniowski syna Marcina wraz z żoną mają korzystać z tego zapisu aż do zgonu ich obojga (ib. 1898), 1582 Piotr Myszkowski biskup krakowski potwierdza wieczyste nadanie przez klasztor karczmy w Pawłów (Gacki 258), 1594 Łukasz Janowski administrator opactwa i konwent świętokrzyski za zgodą Jerzego Radziwiłła, administratora bpstwa krak., nadaje w dożywocie wójtostwo w Pawłów Janowi Boboli z Wielkich Piasków, podkomorzy sandomierski, jego żona Urszuli z Wieniar i jego synowi Jakubowi, z powodu przysług wyświadczonych klasztor, nakładając na nich obowiązki takie, jakie ciążyły na innych posiadaczach wójtostwa, zezwalając na wyrąb drzew na budynki, korzystanie z drewna leżącego oraz wolny wypas świń i bydła[6], 1747 wójtostwo i karczma w Pawłów[7].

## Kalendarium parafii, dziesięciny, patronat
Wieś parafialna, patronat szlachecki, od 1463 r. szlachecka i klasztoru świętokrzyskiego, dziesięcina należy do miejscowego plebana
- 1326-8 plebanem jest Andrzej a latach 1326–1328, 1350-1, 1354-5 parafia płaci dziesięcinę papieżowi, taksa 3 grzywny[8], 1328, 1336, 1343-74, 1551-4, 1556.Parafia wymieniona w spisach świętopietrza, płaci po 8 skojców[8]
- 1362 – biskup krakowski Jan Bodzanta przyłącza do nowo utworzonej parafii w Chybicach należącą dotąd do parafii Pawłów wieś Wieloborowice (MPawłów III 752),
- 1384 – plebanem jest Mikołaj (ZDK I 89),
- 1402 – Elżbieta i jej syn Jan dziedzic Skórczowa oraz Stanisław, Imram, Zbigniew, Piotr i Dobiesław dziedzice Wieloborowic przyznają Janowi z Pawłowa 1/2 prawa patronatu nad kościołem parafialnym w Pawłowie[1]
- 1462 – plebanem jest Bogusz[6]
- 1467 – Piotr pleban w zamian za dziesięcinę z Warszówka oddaje Janowi pleban z Krynek dziesięcinę z wsi Jawor i Okręglów[9],
- 1470-80 drewniany kościół par., którego własność, prawo patronatu i kollacja należą do klasztor świętokrzyski pleban ma swój folwark, łąkę i mały staw, jemu też dowożą dziesięcinę snopową z Pawłowa i konopną z całej wsi oprócz jego ról wartości do 10 lub 12 grzywien (Długosz L.B.. II 484, III 236-7). Okręg par.: Pawłów, Dąbrowa, Dziurów, Jabłonna, Pokrzywnica, 1/2 Rzepina, Trzeszków i Zawada,
- 1496 – kardynał Fryderyk Jagiellończyk nadał kościołowi w Pawłów odpusty.
- 1529 – kościół parafialny w prepozyturze kieleckiej, pleban Jan Bostowski do którego należy dziesięcina snopowa z łanów kmiecych w Pawłowie wartości 10 grzywien, z całości Warszówka wartości 10 grzywien, z Bukówki i Broniewic wartości 6 grzywien, z ról folwarcznych w Jamach i Pokrzywnicy wartości po 2 grzywien oraz w Wieloborowicach wart. 2,5 grzywien z pewnej roli zwaną Wieloborowice w Chybicach wartości 16 grzywien oraz 10 gr za dziesięcinę konopną z Pawłowa i 30 gr za kolędę, wikary otrzymuje 2,5 grzywny, kościelny 2 grzywny, zaś dochód par. wynosi 33/32 grzywien
- 1546 – Walerian z Bodzentyna, pleb Pawłów i Modliborzyc[6] 1549 pleban Walerian (Rokoszny 162), 1564-5 okręg parafialny Pawłów, Broniewice, Bukówka. Dąbrowa, Jabłonna, Jamy, Okręglów, Pokrzywnica, Trzeszków, Zapniów i Zawada, 1578 okręg parafii: jw. plus Nowa Wieś, Warszówek i Wieloborowice, brak Okręglowa (Pawiński Kod.Mał. 190-1),
- 1597 – drewniany kościół par. Św. Jana Chrzciciela, konsekrowany, patronat należy do klasztor świętokrzyski i Brzezińskich. pleban Wojciech z Brzezin Uposażenie pleban: role w Pawłów i Warszówku, te ostatnie okupowane, dziesięcinę snopową z Pawłowa, z wójtostwa i ról karczmy w Pawłowie, z folwarku w Pokrzywnicy, za którą Brzezińscy płacą 20 grzywien. Szkoła fundacji Brzezińskich, jej rektora utrzymuje pleban. Okręg parafii: Pawłów, Broniewice, Bukówka, Dąbrowa, Dziurów, Jabłonna, Jamy, Michałów, Pokrzywnica, 1/2 Rzepina, dwie Rudy, Trzeszków, Warszówek, Zapniów, Zawada, 1604 pleban Wojciech[9],
- 1632 – plebanem Jan Jeżowski
- 1662 – opisany okręg parafii: Pawłów, Krawara, Michałów, Styków (Pawiński 55a – wykaz cząstkowy),
- 1716 – plebani: Jan Krasowski, Franciszek Krajewski, Fulgenty Strojnowski, zakonnik świętokrzyski, Wojciech Denarski, Tomasz Gałkowski kanonik kielecki i dziekan kunowski[9].
- 1738 – drewniany kościół parafii, stary św. Jana Chrzciciela, konsekrowany[7],
- 1747 – drewniany kościół parafialny Św. Jana Chrzciciela, własność opata świętokrzyski 4 ołtarze: Wniebowzięcia NMP, Św.Anny, NMP Częstochowskiej, Św. Antoniego z Padwy. Pleban Franciszek Krasiński od 1737 r., utrzymuje tylko organistę, ma wolne role w Pawłów i Warszówku oraz dziesięcinę snopową z całego Pawłów, Warszówka, folwarku w Rzepinie, części Trzeszkowa, dziesięcina pieniężna z Bukówki, Jam, Broniewic, Szelig i Zapniowa oraz folwarku w Wieloborowicach, łączny dochód 916 florenów, wydatki 598 florenów. Zniszczony szpital dla ubogich. Okręg parafii: Pawłów, Bogusławiec, Broniewice, Bukówka, Dąbrowa, Dziurów, Jabłonna, Jamy, Kuczów, 1/2 Michałowa, Pokrzywnica, 1/2 Rzepina, Styków, Warszówek, Zapniów, Zawada, łącznie 654 dusze
- 1781 – parafią zawiaduje Jan Gałkowski, dziekan kunowski.
- 1780 – drewniany kościół par. Św. Jana Chrzciciela, kollatorami są opat i konwent świętokrzyski, obsługiwany przez duchownych świeckich. 3 domy plebańskie. Dziesięcinę snopową wytyczną z Pawłów zwożą do stodół plebana. Poza tym pleban z Pawłowa pobiera dziesięcinę z 350 zaoranych zagonów łąki pod Zawadą, z niw dworskich Rzepina, oprócz niwy Bogusławiec i Kuczowskiej, gdzie rości sobie prawa do dziesięcin z jednego gruntu chłopskiego, dawniej dworskiego, a także z gruntów wsi Pisarka i Zawada położonych po drugiej stronie rzeki Świśliny. Subsidium charitativum wynosi 202 zł (Inwentarz.Rzepin-Pawłów 4, 9, 11-2, 17, 29),
- 1787 – okręg parafii: Pawłów, Bogusławiec, Broniewice, Bukówka, Dąbrowa, Dziurów, Jabłonna, Jamy, Krawara, Kuczów, 1/2 Michałowa, Pisarka, Pokrzywnica, 1/2 Rzepina, Styków, Warszówek, Wymysłów, Zapniów, Zawada, liczy 1283 mieszkańców, w tym 51 Żydów (Spis 1414, II 135), 1802 plebani: Antoni Beder kanonik kielecki, Jan Sawicki, Jan Strochowski[9].
- 1806 – staje drewniany kościół parafialny Św. Jana Chrzciciela, kollatorem jest opat świętokrzyski, któremu przypisuje się fundację kościoła, 1854 wykaz uposażenia kościoła.
- Z Pawłowa pochodzą studenci Uniwersytetu Krakowskiego: 1414-5 Jakub syn Mikołaja, 1437 Baltazar syn Mikołaja, 1440 Mikołaj Gniewosz syn Andrzeja[1] 1456 Wojciech syn Imrama[1].